# Davison's Tennis Classic 1979
Davison's Classic 1979 - жіночий тенісний турнір, що проходив на закритих кортах з килимовим покриттям Alexander Memorial Coliseum в Атланті (США). Належав до турнірів категорії AAA в рамках Colgate Series 1979. Турнір відбувся вчетверте і тривав з 23 вересня до 29 вересня 1979 року. Перша сіяна Мартіна Навратілова здобула титул в одиночному розряді й отримала за це 20 тис. доларів США.

## Фінальна частина

### Одиночний розряд
Мартіна Навратілова —  Венді Тернбулл 7–6(8–6), 6–4
- Для Навратілової це був 8-й титул за сезон і 32-й — за кар'єру.

### Парний розряд
Бетті Стов /  Венді Тернбулл —  Енн Кійомура /  Енн Сміт 6–2, 6–4

## Розподіл призових грошей
| Дисципліна       | П       | F       | ПФ     | ЧФ     | 1/8    | 1/16 |
| Одиночний розряд | $20,000 | $10,000 | $4,500 | $2,100 | $1,100 | $550 |

## Нотатки
1. ↑  Турніри з призовими для жінок принаймні 100 тис. доларів.[1]